# Phryganistria
Phryganistria es un género de insectos palo perteneciente a la familia Phasmatidae. Fue descrito por el entomólogo sueco Carl Stål en 1875. Los miembros del género se encuentran solamente en el sudeste de Asia. En el año 2014 se describió una nueva subespecie, Phryganistria heusii yentuensis, la cual mide 32 cm de largo, y se considera como uno de los insectos más largos conocidos hasta la fecha. Además, Phryganistria tamdaoensis fue seleccionada en 2015 por el Instituto Internacional para la Exploración de Especies como una de la 10 principales especies descubiertas en el año 2014. Finalmente, en mayo del 2016, se reportó que Phryganistria chinensis zhao, descubierta en Liuzhou, China, en 2014, fue declarada como el insecto más largo del mundo con un tamaño de 62,4 cm.